# Giudizio universale (Santuario di San Patrizio)
Il giudizio universale è un dipinto a fresco posto sopra l'abside del sacello del santuario di San Patrizio di Colzate in provincia di Bergamo  con una datazione della fine del Quattrocento.

## Storia
Le raffigurazioni iconografiche presenti nei luoghi di culto sono da sempre un importante supporto all'insegnamento della religione cristiana, aiuto alle predicazioni e fondamentali nel Medioevo, quelle raffiguranti, la vita eterna e la salvezza dell'anima.
Il 28 aprile 1576 il cardinale san Carlo Borromeo aveva esteso le indulgenze plenarie a tutte le parrocchie dell'alta val Seriana anche grazie all'estensione del giubileo del 1575, per la volontà di riavvicinare le comunità cristiane che erano legate a tradizioni locali non corrispondenti alle nuove indicazioni del concilio tridentino, considerando che si era in un difficile periodo storico toccato dalla peste del 1577, che portava alla ricerca della salvezza dell'anima. Vi era inoltre la considerazione che attraverso la riforma della predicazione era possibile combattere l'eresia e proprio l'indulgenza plenaria dava la possibilità di “dispensare da ogni censura e irregolarità” i frati cappuccini che combattevano in ogni forma gli eretici. E proprio al tema del giudizio finale s'ispira il dipinto.

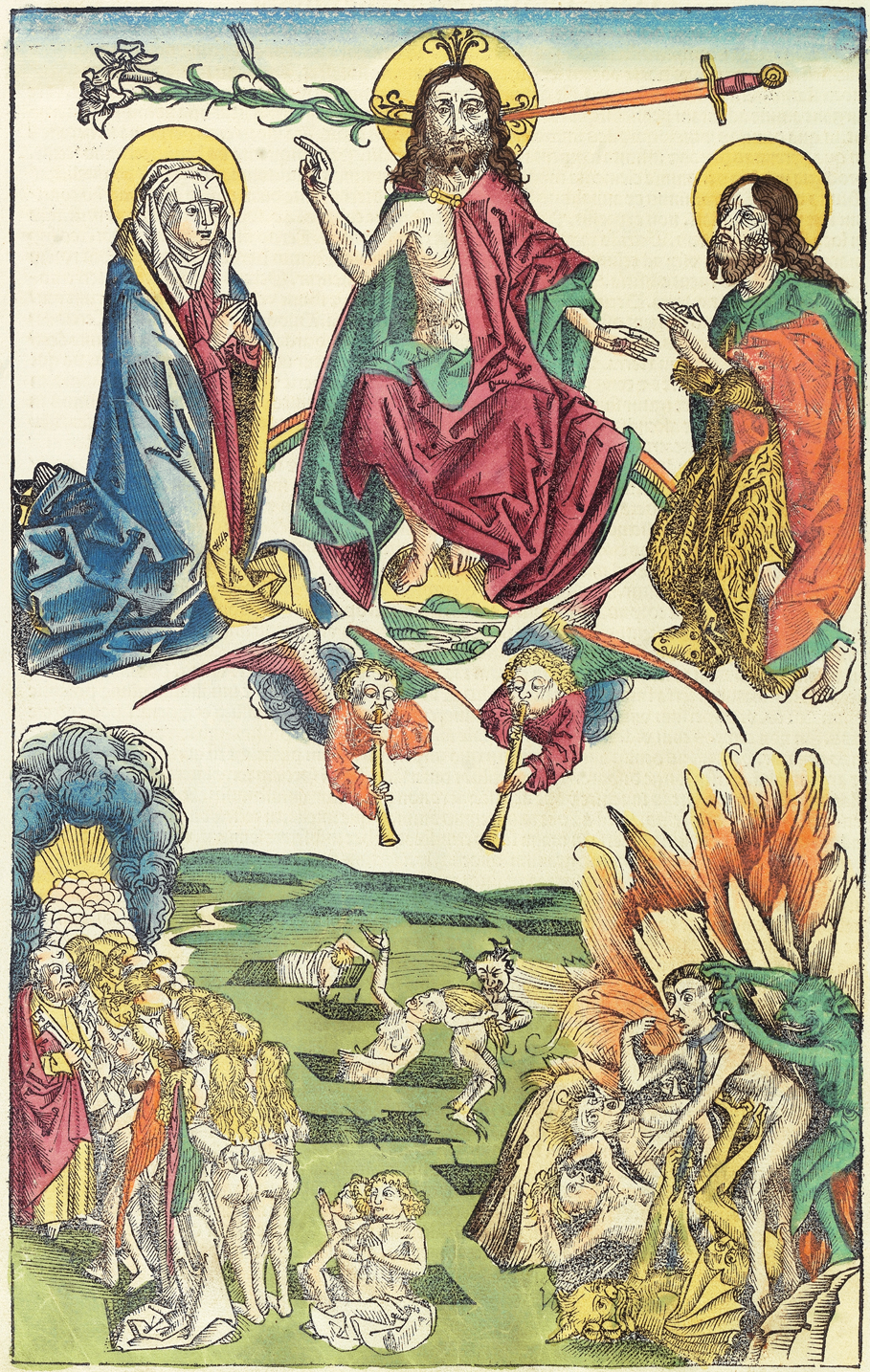
Cronache di Norimberga di Michael Wolgemut

Il dipinto raffigura il giudizio divino delle anime che attendono nei sepolcri, che potrà essere di salvezza eterna per gli eletti nel paradiso, o di pena eterna nelle fiamme dell'inferno per i reprobi. Si consideri che l'artista non prese in considerazione la raffigurazione del purgatorio, ma rappresenta un giudizio lapidario, e inappellabile, in contraddizione con il Purgatorio di San Patrizio, e pur essendo oggetto di dibattito teologico dal XII secolo-  L'affresco pare eseguito in modo molto semplice da un probabile pittore locale, ma la raffigurazione è contrariamente indicativa di una preparazione culturale precisa. Presenta le medesime raffigurazioni della xinografia pubblicata nel 1493 di Michael Wolgemut nel libro Cronache di Norimberga, incisore tedesco che da sempre raffigurava immagini e concetti teologici dei frati minori cappuccini, riportandoli a una lettura di facile comprensione per i fedeli, anche attraverso la predicazione.
Il dipinto sarebbe databile al 1497 riprendendo la data posta sul dipinto all'esterno del sacello, anno in cui il convento passò dall'ordine agostiniano a quello francescano., a conferma anche l'immagine della natività presente nel catino absidale e di una crocifissione tipicamente francescana.

## Descrizione
Il dipinto si trova sopra l'arco del piccolo presbiterio del sacello che originariamente era la grotta cha ha accolto la devozione a san Patrizio e si sviluppa su due livelli. 

In quello superiore vi è l'immagine di ““Cristo giudice”, inserito in una mandorla, i piedi poggiano sul cerchio raffigurante il mondo, indicando che Lui ne è il signore, ed è seduto su un arcobaleno con i colori dell'iride simbolo della nuova alleanza. Sono la mani a esprimere il suo giudizio, la destra è benedicente e accogliente con i beati, mentre la sinistra condanna e allontana i peccatori. Dal suo orecchio sinistro esce un giglio segno misericordioso, e rappresenta: il “germoglio che spunterà dalla radice di Jesse, il fiore che verrà da questa radice” (Isaia, 11-1), mentre dall'orecchio destro la spada del giudizio: “non giudicherà secondo quello che appare agli occhi, non condannerà secondo quello che sente con gli orecchi (Isaia 2, 1-49)” .
Accanto a Lui ci sono la Madonna a sinistra, e a destra Giovanni Battista entrambi genuflessi, nell'atto di rivolgere la loro preghiera a intercessione sull'indulgenza dal giudizio finale. Ai suoi piedi due angeli tubicini che suonano le trombe che devono svegliare i morti in attesa del loro giudizio finale.
L'ordina inferiore si sviluppa su tre momenti differenti. Al centro vi sono i morti posti nel cimitero plenario che svegliati dalle trombe angeliche attendono nelle proprie sedi tombali in giudizio divino. Un elemento del male,  trascina una peccatrice raffigurate in una figura femminile per i biondi capelli verso la dannazione dell'inferno raffigurato nel riquadro a destra dove è dipinto l'ingresso della caverna degli inferi da dove escono le fiamme della punizione eterna e dove compaiono i dannati trascinati da immagine diaboliche verso il fondo degli abissi. A sinistra vi è il corteo degli eletti accompagnati da una figura angelica fino da san Pietro, custode del regno del paradiso, che con le mani in mano apre le porte del regno dei cieli.